# Gerhard Mitter
Gerhard Karl Mitter (* 30. August 1935 in Schönlinde, Tschechoslowakei; † 1. August 1969 in Nürburg) war ein deutscher Motorrad- und Automobilrennfahrer. Als Allroundfahrer war er im Formelwagen ebenso gut wie im Tourenwagen, Sportwagen, in Langstreckenrennen und besonders bei Bergrennen, wo er dreimal Europameister wurde. Seine größten Erfolge feierte er bei Sportwagenrennen als Werksfahrer für Porsche.

## Biografie

### Kindheit und Jugend
Seine ersten Lebensjahre verbrachte Gerhard Mitter in Kunnersdorf bei Reichenberg, wo seine Eltern August und Marta Mitter eine Metzgerei besaßen. Als der Vater zum Kriegsdienst eingezogen wurde, zog die Mutter mit dem Kind zu ihren Eltern nach Schönlinde, wo Mitter geboren worden war. 1945 musste Marta Mitter mit dem Sohn und der 1943 geborenen ersten Tochter fliehen. August Mitter galt als vermisst, bis er sich nach kurzer amerikanischer Kriegsgefangenschaft aus Leonberg bei Stuttgart meldete. 1946 kam auch Marta Mitter mit den Kindern dorthin.
In Korntal fand die Familie eine Wohnung. Gerhard Mitter besuchte das Gymnasium – zunächst in Korntal, dann in Bad Reichenhall –, das er jedoch mit der mittleren Reife vorzeitig verließ, um eine Lehre als Mechaniker und Elektriker zu beginnen. Bereits während der Lehrzeit fuhr er Geländerennen auf einer selbst hergerichteten NSU Fox.

### Beginn der Karriere auf dem Motorrad
Sein erstes Straßenrennen fuhr Gerhard Mitter im Mai 1952. In der Autowerkstatt des Vaters, der seinen Beruf als Metzger nach dem Krieg aufgegeben hatte, baute er die Fox um und startete – anfangs gegen den Willen der Eltern – regelmäßig. Nach den ersten Jahren mit der privaten NSU folgte eine Werksmaschine von DKW und danach eine private MV Agusta. Sein größter Erfolg war 1955 der Gewinn der Deutschen Junioren-Meisterschaft in der Klasse bis 125 cm³. Mit dem Niedergang der deutschen Motorradindustrie Ende der 1950er-Jahre zog sich Mitter vom Motorradsport zurück. Am 4. Oktober 1957 heiratete er und 1958 machte er die Meisterprüfung als Mechaniker.

### Automobilrennfahrer seit 1959

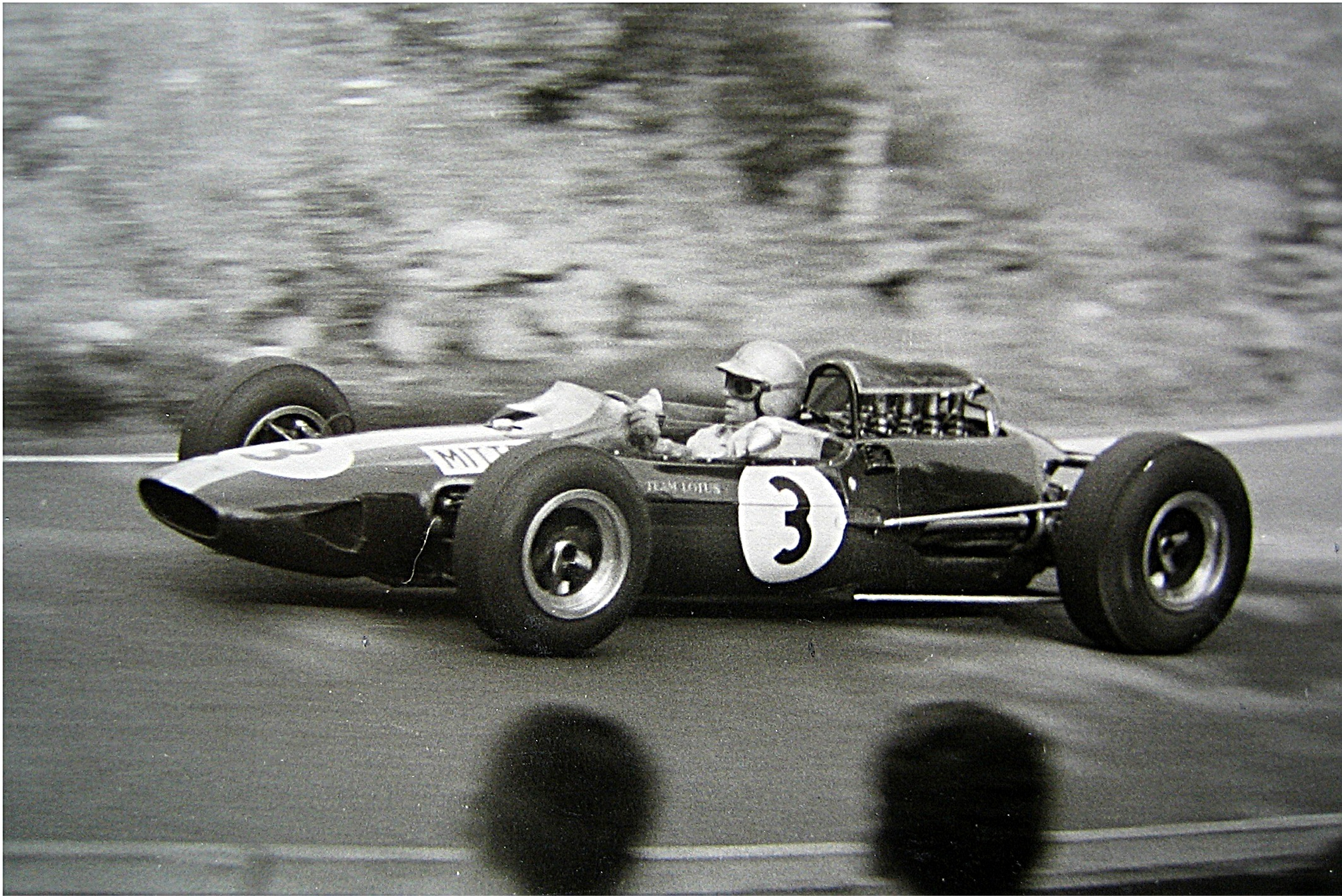
Gerhard Mitter im Lotus 25, beim Großen Preis von Deutschland 1965

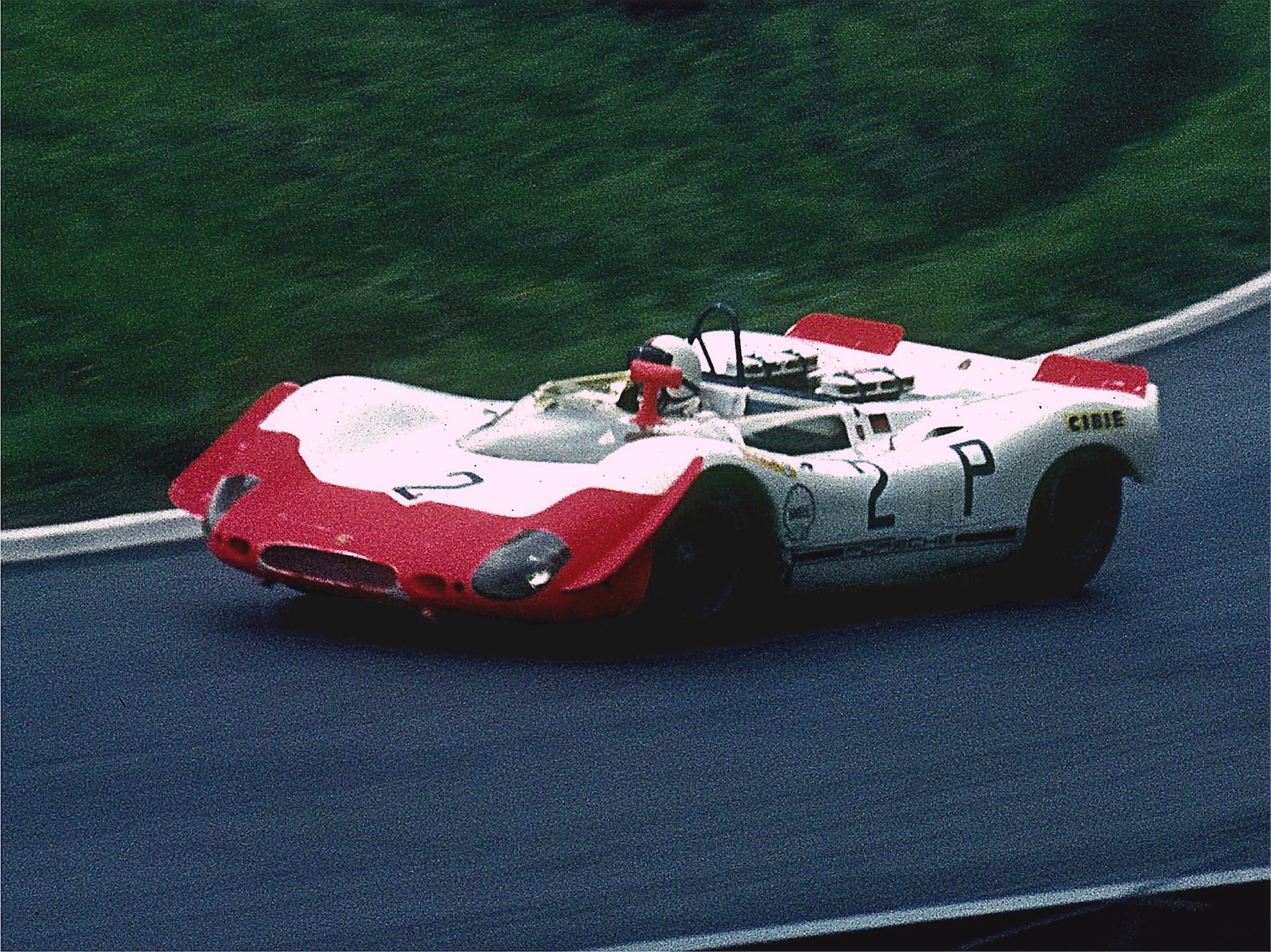
Im Porsche 908 beim 1000-km-Rennen auf dem Nürburgring 1969

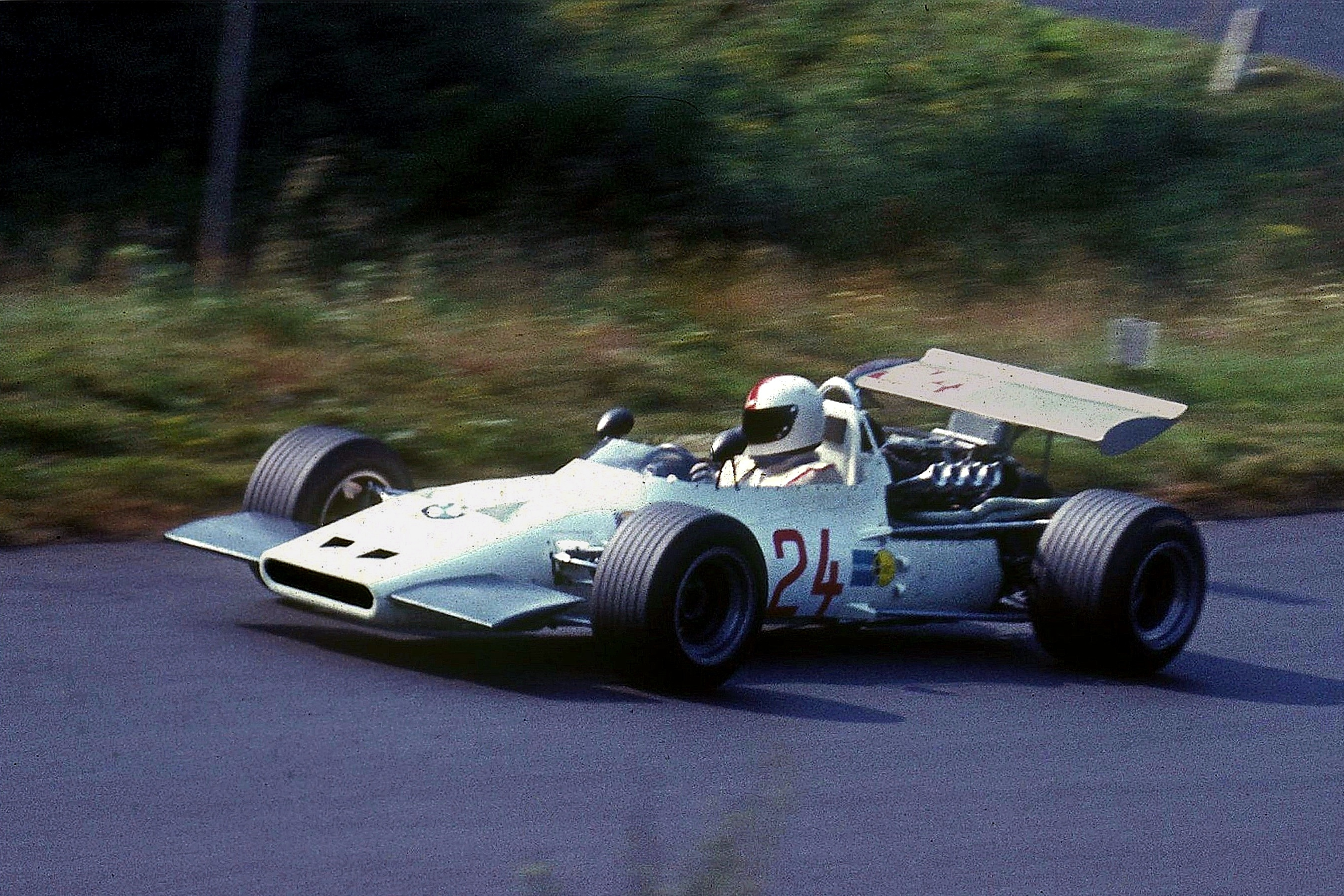
Gerhard Mitter am 1. August 1969 im BMW F 269 wenige Minuten vor dem Unfall

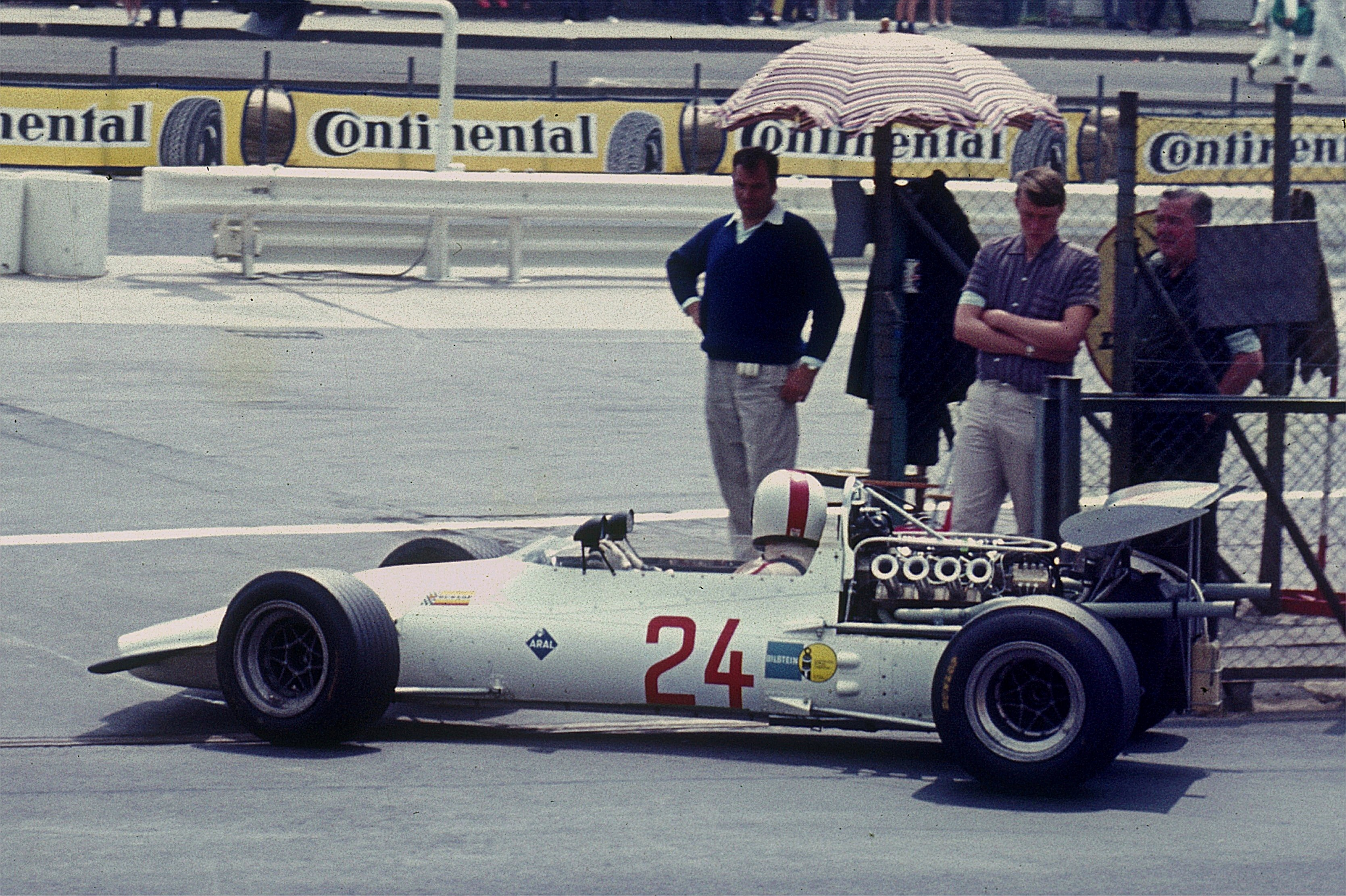
Gerhard Mitter am 1. August 1969, nach dem Vormittagstraining bei der Rückfahrt ins Fahrerlager am Nürburgring

#### Konstrukteur und Fahrer in der Formel Junior
1959 wechselte Mitter vom Motorrad zur Formel Junior. Sein erster Wagen war ein Eigenbau mit vorn eingebautem Zweitaktmotor auf der Basis des DKW-Dreizylinders (AU 1000) und Frontantrieb, mit dem er zunächst bei Bergrennen startete. Leistungsgesteigerte DKW-Motoren aus dem eigenen Betrieb verkaufte Mitter auch an andere Hersteller von Rennwagen. Unter anderem verwandte Wolfgang Graf Berghe von Trips den von Mitter getunten Motor 1960 in seinem TCA (Trips-Colotti-Auto-Union). Zu Mitters Kunden gehörte auch das Schweizer Unternehmen MBM von Peter Monteverdi.

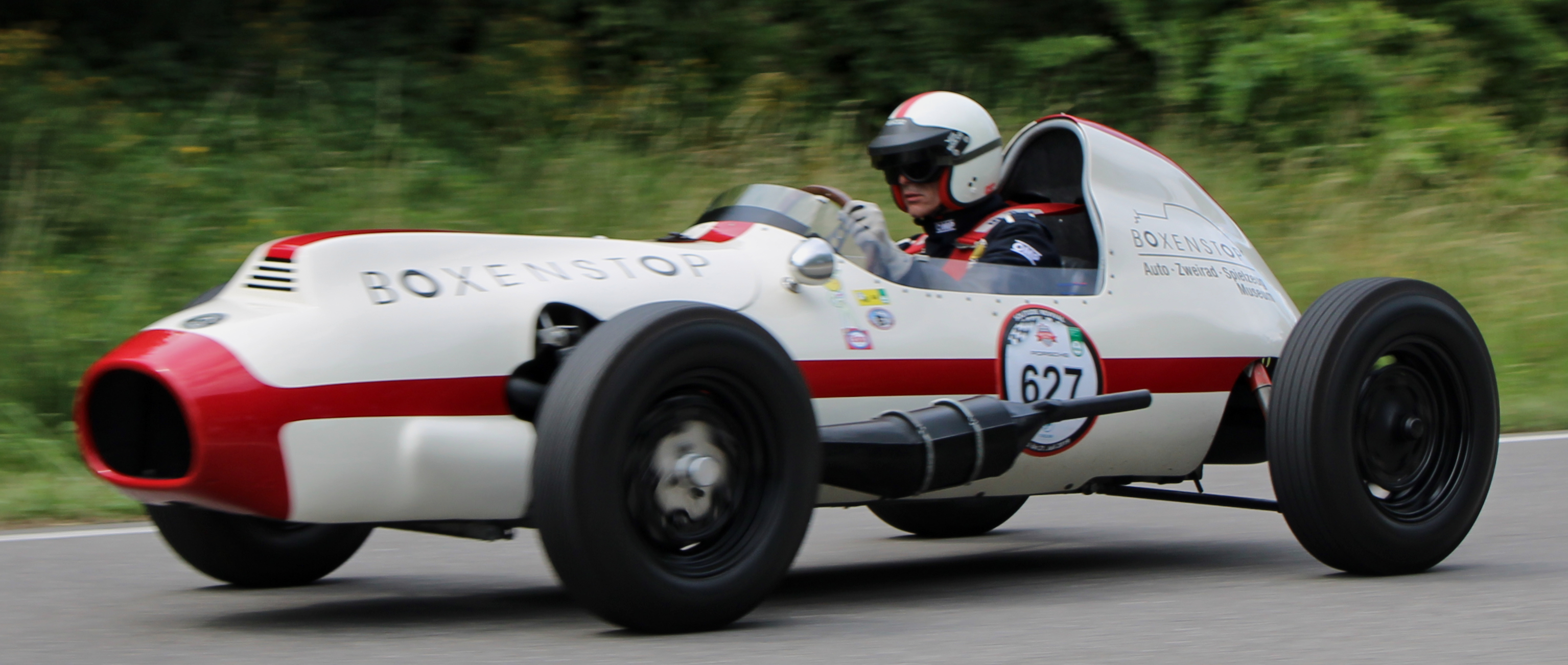
Mitter-DKW Formel Junior
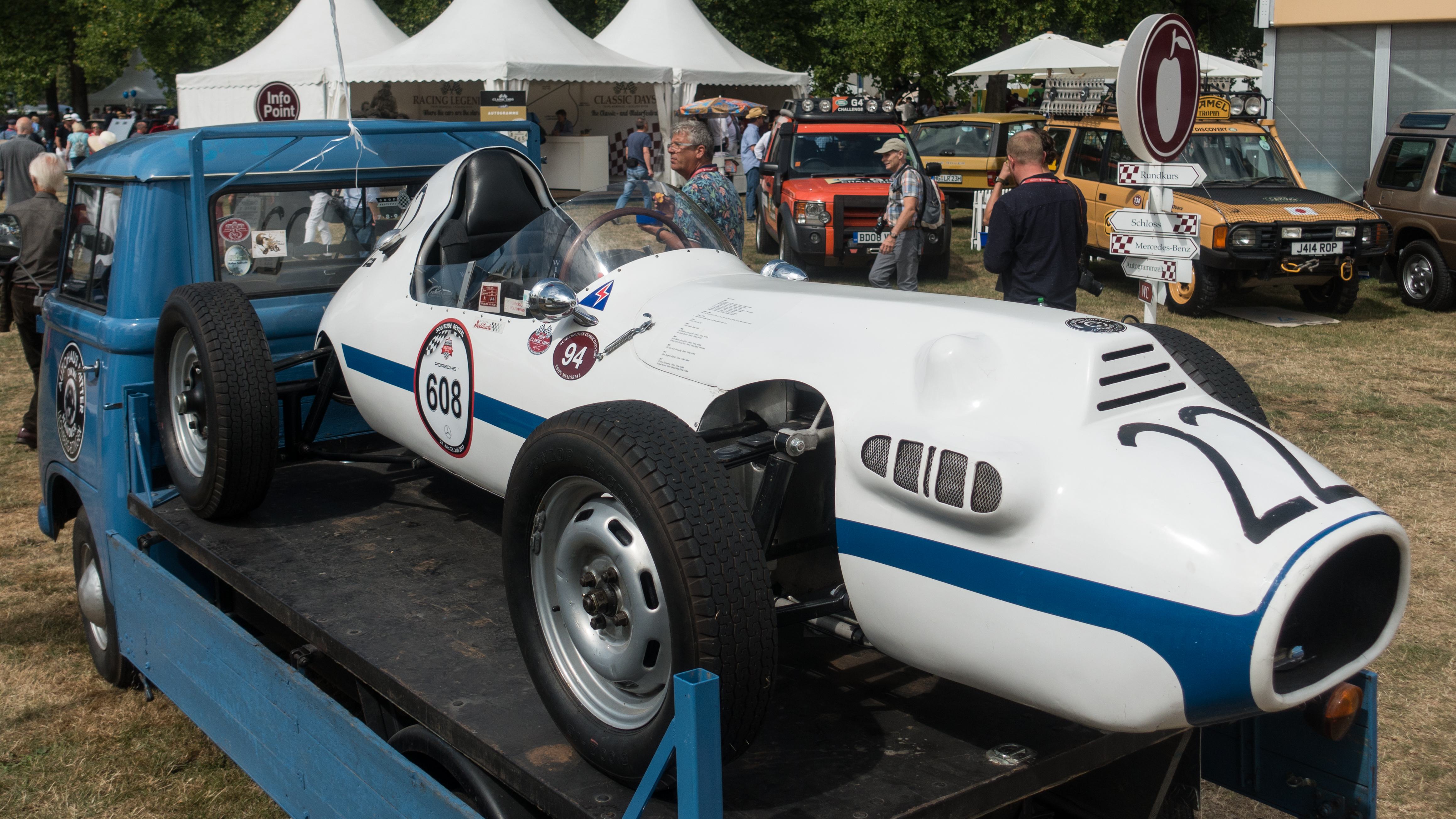
Mitter-DKW Formel Junior

Als die Konkurrenz der Mittelmotorwagen aus England stärker und dem Mitter-DKW sowie ähnlichen Konstruktionen mit Frontmotor immer überlegener wurde, baute Mitter ab Sommer 1960 DKW-Motoren in Lotus-Fahrgestelle ein. Von diesen Wagen mit leichter Kunststoffkarosserie stellte er eine kleine Serie zum Verkauf her. 40 Siege auf Lotus 18 DKW und Lotus 22 DKW machten Gerhard Mitter in der Formel Junior zum mit Abstand erfolgreichsten deutschen Vertreter der Formel Junior.
Am 28. April 1963 startete Gerhard Mitter beispielsweise mit seinem Lotus-DKW als Trainingsschnellster beim ADAC-Eifelrennen auf dem Nürburgring. Er gewann vor Jacques Maglia (Lotus-Ford) und Kurt Bardi-Barry (Cooper-Ford). Die schnellste Runde im Training war er in 3:13,5 Minuten gefahren, was einer Geschwindigkeit von 144,1 km/h entspricht. Das Rennen mit 34 Teilnehmern hatte der Veranstalter wegen Regen und Nebel von 20 auf 13 Runden (100,711 km) verkürzt. Mitter benötigte für diese Distanz 48:23,4 Minuten bzw. siegte mit einer Durchschnittsgeschwindigkeit von 124,5 km/h.
1959 war Mitter bereits mit seinem ersten Eigenbau zum Eifelrennen angetreten und belegte in dem nur elf Wagen starken Feld der neuen Formel Junior Platz drei hinter Wolfgang Graf Berghe von Trips und Michael May (beide Stanguellini-Fiat).
Für die Formel 2 nach dem Reglement von 1964 (Hubraumlimit 1000 cm³) baute Gerhard Mitter einen eigenen Vierzylinder-Zweitaktmotor, der aber nicht bis zur Rennreife gedieh. Trotzdem tauchte Mitter immer wieder sporadisch bei Formel-2-Rennen auf, zum Beispiel 1967 mit dem Brabham BT23-Cosworth.

#### Einsätze in der Automobil-Weltmeisterschaft
1962 fuhr Mitter auf der Solitude-Rennstrecke mit einem Lotus 21/24 sein erstes Formel-1-Rennen, das allerdings nicht zur Weltmeisterschaft zählte, und beendete es als Sechster. 1963 startete er mit einem inzwischen zwei Jahre alten Porsche 718 der Ecurie Maarsbergen des Grafen Carel Godin de Beaufort beim Großen Preis der Niederlande und beim Großen Preis von Deutschland. In Zandvoort fiel er durch einen Kupplungsschaden aus; auf dem Nürburgring wurde er mit dem technisch veralteten Porsche Vierter und gewann drei Weltmeisterschaftspunkte. Mit 2:21:18,3 Stunden und einem Rückstand von 8:11,5 Minuten beendete Mitter das Rennen über 342,1 km auf der Nordschleife des Nürburgrings in der gleichen Runde wie der Sieger John Surtees auf Ferrari 156/63. Beim nicht zur Weltmeisterschaft zählenden Solitude-Rennen 1963 wurde er Fünfter. 1964 und 1965 stellte ihm Colin Chapman für die Heimrennen einen Lotus 25 zur Verfügung; bestes Ergebnis war der neunte Platz 1964 auf dem Nürburgring. Auf der Solitude 1964 fiel Mitter durch Unfall und auf dem Nürburgring 1965 durch einen Defekt an der Wasserpumpe aus.

#### Werksfahrer in Sportwagen und Prototypen von Porsche
Seit 1964 gehörte Mitter zur Porsche-Werksmannschaft. Nachdem er im Porsche 904 des Grafen Beaufort am 3. Mai das Flugplatzrennen in Trier gewonnen hatte, startete er zusammen mit Herbert Linge am 31. Mai erstmals für Porsche beim 1000-km-Rennen auf dem Nürburgring, das das Team auf Platz zwölf des Gesamtklassements beendete. Von 1966 bis 1968 gewann Gerhard Mitter dreimal für Porsche die Europa-Bergmeisterschaft und 1969 zusammen mit Udo Schütz auf Porsche 908 die Targa Florio. In zahlreichen anderen Rennen erzielte er mit Porsche-Sportwagen und Porsche-Prototypen Siege oder gute Platzierungen. Ein Erfolg bei den 24 Stunden von Le Mans blieb ihm versagt. Einem Sieg am nächsten kam er 1969. Der Porsche 908 von Mitter und Schütz lag auf Platz zwei, bevor Udo Schütz nach der Hälfte des Rennens mit dem Wagen einen Unfall hatte.
Neben der Verpflichtung für Porsche fuhr Mitter Formel-2- und Formel-V-Rennen. Außerdem startete er 1965 wie 1960 beim 500-km-Rennen auf dem Nürburgring und in Innsbruck für Abarth sowie beim 500-km-Rennen 1968 mit einem Ford Escort TC.

#### Formel-2-Engagement mit BMW
1969 hatte Gerhard Mitter, der einen festen Platz in einem Formel-1-Team anstrebte, einen Vertrag für Formel-2-Einsätze mit BMW. Beim Eifelrennen am 27. April 1969 auf dem Nürburgring fuhr er gewissermaßen zur Probe den zusammen mit Dornier neu entwickelten BMW F269 und gab nach der sechsten von zehn Runden wegen einer immer schwergängigeren Lenkung auf. Zum Großen Preis von Deutschland im August, in dem Formel-1- und Formel-2-Wagen gemeinsam starteten, trat BMW mit drei F 269 an, die Hubert Hahne, Gerhard Mitter und Dieter Quester fahren sollten.
In der zweiten Runde des Nachmittagstrainings am Freitag, 1. August 1969, verunglückte Gerhard Mitter bei Kilometer 4,9 des Nürburgrings zwischen den Streckenabschnitten Flugplatz und Schwedenkreuz tödlich. Unfallursache war wahrscheinlich ein Defekt der Lenkung (serienmäßige Lenkung des Hillman Imp), möglicherweise aber eine fehlerhaft montierte Lenkung, vielleicht von Mitter selbst. BMW und auch Hans Herrmann verzichteten angesichts des Unglücks auf den Start zum Rennen.
Gerhard Mitter hinterließ seine Frau sowie eine zehnjährige Tochter und einen achtjährigen Sohn.
Für seine sportlichen Erfolge war er am 27. April 1967 mit dem Silbernen Lorbeerblatt ausgezeichnet worden.

### Privates
Neben dem Rennsport betrieb Gerhard Mitter in Böblingen einen Automobilhandel mit Werkstatt und Tankstelle und eine weitere Werkstatt in Tübingen. Zum 1. Januar 1969 übernahm er zusätzlich das inzwischen sanierungsbedürftige Geschäft des Vaters in Leonberg, das er neu aufbauen wollte.
Seit 1990 ist Gerhard Mitter jr. Inhaber des Auto- und Motorradservices Mitter in Böblingen, der außer dem üblichen Reparaturbetrieb eine Abteilung zur Restaurierung von Oldtimern bietet.
Zu Gerhard Mitters Ehren findet in Calw jedes Jahr am ersten Septemberwochenende die „Gerhard-Mitter-Gedächtnisrallye“ statt.

## Statistik

### Statistik in der Automobil-Weltmeisterschaft
Diese Statistik umfasst alle Teilnahmen des Fahrers an der Automobil-Weltmeisterschaft, die heutzutage als Formel-1-Weltmeisterschaft bezeichnet wird.

#### Gesamtübersicht
| Saison | Team               | Chassis      | Motor                | Rennen | Siege | Zweiter | Dritter | Poles | schn. Rennrunden | Punkte | WM-Pos. |
| ------ | ------------------ | ------------ | -------------------- | ------ | ----- | ------- | ------- | ----- | ---------------- | ------ | ------- |
| 1963   | Ecurie Maarsbergen | Porsche 718  | Porsche 1.5 F4       | 2      | −     | −       | −       | −     | −                | 3      | 12.     |
| 1964   | Team Lotus         | Lotus 25     | Climax 1.5 V8        | 1      | −     | −       | −       | −     | −                | −      | −       |
| 1965   | Team Lotus         | Lotus 25     | Climax 1.5 V8        | 1      | −     | −       | −       | −     | −                | −      | −       |
| 1967   | Gerhard Mitter     | Brabham BT23 | Ford-Cosworth 1.6 L4 | 1      | −     | −       | −       | −     | −                | −      | −       |
| Gesamt | Gesamt             | Gesamt       | Gesamt               | 5      | −     | −       | −       | −     | −                | 3      |         |

#### Einzelergebnisse
| Saison | 1 | 2   | 3 | 4 | 5   | 6   | 7 | 8 | 9 | 10 | 11 |
| ------ | - | --- | - | - | --- | --- | - | - | - | -- | -- |
| 1963   |   |     |   |   |     |     |   |   |   |    |    |
|        |   | DNF |   |   | 4   |     |   |   |   |    |    |
| 1964   |   |     |   |   |     |     |   |   |   |    |    |
|        |   |     |   |   | 9   |     |   |   |   |    |    |
| 1965   |   |     |   |   |     |     |   |   |   |    |    |
|        |   |     |   |   |     | DNF |   |   |   |    |    |
| 1966   |   |     |   |   |     |     |   |   |   |    |    |
|        |   |     |   |   | DNS |     |   |   |   |    |    |
| 1967   |   |     |   |   |     |     |   |   |   |    |    |
|        |   |     |   |   |     | DNF |   |   |   |    |    |
| 1969   |   |     |   |   |     |     |   |   |   |    |    |
|        |   |     |   |   |     | DNS |   |   |   |    |    |

| Legende  | Legende            | Legende                                                          |
| Farbe    | Abkürzung          | Bedeutung                                                        |
| -------- | ------------------ | ---------------------------------------------------------------- |
| Gold     | –                  | Sieg                                                             |
| Silber   | –                  | 2. Platz                                                         |
| Bronze   | –                  | 3. Platz                                                         |
| Grün     | –                  | Platzierung in den Punkten                                       |
| Blau     | –                  | Klassifiziert außerhalb der Punkteränge                          |
| Violett  | DNF                | Rennen nicht beendet (did not finish)                            |
| Violett  | NC                 | nicht klassifiziert (not classified)                             |
| Rot      | DNQ                | nicht qualifiziert (did not qualify)                             |
| Rot      | DNPQ               | in Vorqualifikation gescheitert (did not pre-qualify)            |
| Schwarz  | DSQ                | disqualifiziert (disqualified)                                   |
| Weiß     | DNS                | nicht am Start (did not start)                                   |
| Weiß     | WD                 | zurückgezogen (withdrawn)                                        |
| Hellblau | PO                 | nur am Training teilgenommen (practiced only)                    |
| Hellblau | TD                 | Freitags-Testfahrer (test driver)                                |
| ohne     | DNP                | nicht am Training teilgenommen (did not practice)                |
| ohne     | INJ                | verletzt oder krank (injured)                                    |
| ohne     | EX                 | ausgeschlossen (excluded)                                        |
| ohne     | DNA                | nicht erschienen (did not arrive)                                |
| ohne     | C                  | Rennen abgesagt (cancelled)                                      |
| ohne     | keine WM-Teilnahme |                                                                  |
| sonstige | P/fett             | Pole-Position                                                    |
| sonstige | 1/2/3/4/5/6/7/8    | Punktplatzierung im Sprint-/Qualifikationsrennen                 |
| sonstige | SR/kursiv          | Schnellste Rennrunde                                             |
| sonstige | *                  | nicht im Ziel, aufgrund der zurückgelegten Distanz aber gewertet |
| sonstige | ()                 | Streichresultate                                                 |
| sonstige | unterstrichen      | Führender in der Gesamtwertung                                   |

### Le-Mans-Ergebnisse
| Jahr | Team                       | Fahrzeug               | Teamkollege  | Platzierung     | Ausfallgrund     |
| ---- | -------------------------- | ---------------------- | ------------ | --------------- | ---------------- |
| 1964 | Porsche System Engineering | Porsche 904/8          | Colin Davis  | Ausfall         | Kupplungsschaden |
| 1965 | Porsche System Engineering | Porsche 904/8          | Colin Davis  | Ausfall         | Kupplungsschaden |
| 1967 | Porsche System Engineering | Porsche 907/6 Langheck | Jochen Rindt | Ausfall         | Nockenwelle      |
| 1968 | Porsche System Engineering | Porsche 908            | Vic Elford   | Disqualifiziert |                  |
| 1969 | Porsche System Engineering | Porsche 908 Langheck   | Udo Schütz   | Ausfall         | Unfall           |

### Sebring-Ergebnisse
| Jahr | Team                            | Fahrzeug        | Teamkollege     | Platzierung            | Ausfallgrund  |
| ---- | ------------------------------- | --------------- | --------------- | ---------------------- | ------------- |
| 1965 | Porsche Automobile Co.          | Porsche 904/8   | Herbert Linge   | Rang 9 und Klassensieg |               |
| 1966 | Porsche System Engineering      | Porsche 906     | Günter Klass    | Ausfall                | Ventilschaden |
| 1967 | Porsche Auto                    | Porsche 910     | Scooter Patrick | Rang 3 und Klassensieg |               |
| 1968 | Porsche Automobile Co.          | Porsche 907 2.2 | Rolf Stommelen  | Ausfall                | Pleuelschaden |
| 1969 | Porsche System Engineering Ltd. | Porsche 908/02  | Udo Schütz      | Rang 5                 |               |

### Einzelergebnisse in der Sportwagen-Weltmeisterschaft
| Saison | Team           | Rennwagen                  | 1   | 2   | 3   | 4   | 5   | 6   | 7   | 8   | 9   | 10  | 11  | 12  | 13  | 14  | 15  | 16  | 17  | 18  | 19  | 20  | 21  | 22  |
| ------ | -------------- | -------------------------- | --- | --- | --- | --- | --- | --- | --- | --- | --- | --- | --- | --- | --- | --- | --- | --- | --- | --- | --- | --- | --- | --- |
| 1963   |                | Mitter-Lotus               | DAY | SEB | SEB | TAR | SPA | MAI | NÜR | CON | ROS | LEM | MON | WIS | TAV | FRE | CCE | RTT | OVI | NÜR | MON | MON | TDF | BRI |
| 1963   |                | Mitter-Lotus               |     |     |     |     |     |     |     |     |     |     | DNF |     |     |     |     |     |     |     |     |     |     |     |
| 1964   | Porsche        | Porsche 904                | DAY | SEB | TAR | MON | SPA | CON | NÜR | ROS | LEM | REI | FRE | CCE | RTT | SIM | NÜR | MON | TDF | BRI | BRI | PAR |     |     |
| 1964   | Porsche        | Porsche 904                |     |     |     |     |     |     | 12  |     | DNF | 6   |     |     |     |     |     |     |     |     |     | DNF |     |     |
| 1965   | Porsche Abarth | Porsche 904 Abarth 1300 OT | DAY | SEB | BOL | MON | MON | RTT | TAR | SPA | NÜR | MUG | ROS | LEM | REI | BOZ | FRE | CCE | OVI | NÜR | BRI | BRI |     |     |
| 1965   | Porsche Abarth | Porsche 904 Abarth 1300 OT |     | 9   |     |     |     |     | 2   |     | 9   |     | 1   | DNF |     |     | 2   |     | 2   | 2   |     |     |     |     |
| 1966   | Porsche        | Porsche 904 Porsche 906    | DAY | SEB | MON | TAR | SPA | NÜR | LEM | MUG | CCE | HOK | SIM | NÜR | ZEL |     |     |     |     |     |     |     |     |     |
| 1966   | Porsche        | Porsche 904 Porsche 906    | 7   | DNF | 4   | DNF |     |     |     |     |     | 1   | 2   |     | 1   |     |     |     |     |     |     |     |     |     |
| 1967   | Porsche        | Porsche 906 Porsche 910    | DAY | SEB | MON | SPA | TAR | NÜR | LEM | HOK | MUG | BRH | CCE | ZEL | OVI | NÜR |     |     |     |     |     |     |     |     |
| 1967   | Porsche        | Porsche 906 Porsche 910    | DNF | 3   | 3   | 7   | DNF | 4   | DNF |     | 1   |     |     | DNF | 1   |     |     |     |     |     |     |     |     |     |
| 1968   | Porsche        | Porsche 907 Porsche 908    | DAY | SEB | BRH | MON | TAR | NÜR | SPA | WAT | ZEL | LEM |     |     |     |     |     |     |     |     |     |     |     |     |
| 1968   | Porsche        | Porsche 907 Porsche 908    | DNF | DNF | 2   | 11  | 49  | DNF | 2   |     |     | DNF |     |     |     |     |     |     |     |     |     |     |     |     |
| 1969   | Porsche        | Porsche 908 Porsche 917    | DAY | SEB | BRH | MON | TAR | SPA | NÜR | LEM | WAT | ZEL |     |     |     |     |     |     |     |     |     |     |     |     |
| 1969   | Porsche        | Porsche 908 Porsche 917    | 24  | 5   | 3   | DNF | 1   | DNF | 31  | DNF |     |     |     |     |     |     |     |     |     |     |     |     |     |     |